# Думскролінг
Думскролінг (також відомий як думсерфінг) ― це акт споживання великої кількості негативних новин в Інтернеті за короткий проміжок часу. Експерти з питань психічного здоров'я заявили, що така практика може завдати шкоди психічному здоров'ю. Часто вживається разом з іншою лексикою пов'язаною з пандемією коронавірусу.

## Історія

### Витоки
Думскролінг можна визначити як «надмірну кількість екранного часу, присвяченого поглинанню антиутопічних новин». За словами фінансової репортерки Карен Хо, цей термін, як вважається, виник у жовтні 2018 року на сайті соціальних мереж Twitter. Однак слово може мати більш ранні витоки, і саме явище передує введенню цього терміна.
Практику думскролінгу можна порівняти із давнім явищем 1970-х років, яке називалося синдромом середнього світу: «переконання, що світ є більш небезпечним місцем для життя, ніж є насправді ― в результаті тривалого впливу телебачення, що транслює контент пов'язаний з насильством.»
У просторіччі слово «doom» позначає темряву і зло, якщо мова йде про чиюсь долю (пор. Прокляття). У перші дні Інтернету, серфінг був поширеним дієсловом, що відносилося до перегляду контенту в Інтернеті; аналогічно, слово скролінг (прокрутка) відноситься до ковзання по тексту, відео, зображеннях тощо. І серфінг, і прокрутка припускають звичку довго не затримуватися на одному вебсайті чи фрагменті вмісту (наприклад, статті чи зображенні).

### Популярність
Це слово набуло популярності під час пандемії COVID-19, протестів Джорджа Флойда та президентських виборів у США 2020 року, оскільки, як зазначається, ці події посилили практику думскролінгу.
Незважаючи на те, що слово doomscrolling не зустрічається в самому словнику, Мерріам-Вебстер «спостерігає» за цим терміном ― позначенням слів, що все ширше вживаються в суспільстві, і які ще не відповідають критеріям включення. Dictionary.com обрав його на перше місце в місячному тренді у серпні 2020 року. Словник Маккуорі назвав думскролінг словом 2020 року за версією Committee Choice Word.

## Психологічні ефекти
Медичні працівники відмітили, що надмірний думскролінг може негативно вплинути на наявні проблеми психічного здоров'я. Хоча загальний вплив, який думскролінг робить на людей, може різнитися він часто може викликати почуття тривоги, депресії та ізоляції.
Думскролінг може призвести до подібних довгострокових наслідків для психічного здоров'я, як синдром злого світу. Щоб запобігти таким наслідкам, експерти з питань психічного здоров'я заявили, що суспільство має «звертати увагу на поведінку користувачів і керувати розробкою платформ соціальних медіа таким чином, щоб поліпшити психічне здоров'я та добробут».
Причина, за якою людей тягнуть погані / хворобливі новини, на думку дослідника Школи охорони здоров'я Т. Х. Чана, полягає в тому, що «люди … мають „природну“ тенденцію приділяти більше уваги негативним новинам». Більш конкретно, один психіатр з Університету штату Огайо, медичний центр Векснера, зазначає, що люди «всі налаштовані, щоб бачити негатив і тягнутись до негативу, оскільки це може завдати їм шкоди фізично». Він називає еволюцію причиною того, чому люди шукають такі негативи: якби предки, наприклад, виявили, як давня істота могла їх поранити, вони могли б уникнути цієї долі. Однак, на відміну від первісних людей, більшість людей у наш час не усвідомлюють, що вони навіть шукають негативну інформацію. Відповідно до директора клініки Центру лікування та вивчення тривожності Школи медицини Перлмана: «У людей є запитання, вони хочуть відповіді, і припустимо, що їх отримання покращить самопочуття. … Ви продовжуєте прокручувати і прокручувати. Багато хто вважає, що це буде корисно, але в кінцевому підсумку їм стає гірше».
Однак було зазначено, що думскролінг був корисним інструментом для активної політичної участі. Дослідження Алліси Річардсон, професора Анненберзької школи комунікації та журналістики, виявило, що «думскролінг для чорношкірих працює навпаки». Річардсон пояснює, що чорношкірі люди «насправді намагаються шукати щось інше, крім поганих речей. . . Для багатьох американців, які не є чорношкірими, це неймовірно збагачувальний час, і думскролінг для них — це глибоке занурення у те, з чим вони, навпаки, не добре ознайомлені або, можливо, мали уявлення, але ігнорували».

## Методи дослідження думскролінгу
Одним з перших науково обґрунтованим та поширеним методом вивчення думскролінгу є опитувальник, розроблений Мельником Ю. Б., професором Лабораторії психологічних досліджень Науково-дослідного інституту ХОГОКЗ, Харківської обласної громадської організації «Культура Здоров'я», та Стадніком А. В., доцентом кафедри психології Ужгородського національного університету. Автори розробили доступний метод дослідження думскролінгу, що складається з 12 пунктів, базується на чотирьох критеріях, запропонованих авторами: залежність, ригідність, психічне здоров'я та рефлексія. Автори діагностики надають рекомендації щодо розроблених ними рівнів важкості прояву (мінімальний, легкий, помірний, помірно важкий та важкий) та інтерпретації симптомів думскролінгу. Це дозволяє проводити якісні та кількісні дослідження думскролінгу.

## Дивитися також
- Прокрутка (скролінг)
- Синдром злого світу
- Культура страху
- Копінг